# Protvino
Protvino (in russo Протвино?) è una cittadina della Russia europea centrale, compresa nell'oblast' di Mosca e situata 116 km a sud-ovest della capitale, sul fiume Protva, in prossimità della sua confluenza con l'Oka.
Fondata molto recentemente, nel 1960, come insediamento operaio durante la costruzione di un grande laboratorio di ricerca sulle particelle (acceleratore di protoni). Ottenne lo status di città nel 1989. Ancora al giorno d'oggi la cittadina è sede dell'Istituto per la Fisica delle Alte Energie (in russo Институт физики высоких энергий, ИФВЭ, Institut Fiziki Vysokich Ėnergii, IFVĖ)

## Società

### Evoluzione demografica
Fonte: protvino.ru Archiviato il 13 novembre 2018 in Internet Archive.
| 1970   | 1979   | 1989   | 2002   | 2008   | 2009   | 2010   |
| ------ | ------ | ------ | ------ | ------ | ------ | ------ |
| 14 500 | 25 000 | 34 500 | 36 175 | 37 141 | 37 193 | 37 308 |